# Szamasz-belu-usur (gubernator Kalchu)
Szamasz-belu-usur lub Szamasz-bela-usur (akad. Šamaš-bēlu-uṣur lub Šamaš-bēla-uṣur, zapisywane po sumeryjsku mdutu.en.pap, tłum. „Szamaszu, strzeż pana!”) – wysoki dostojnik, gubernator Kalchu za rządów asyryjskiego króla Salmanasara III (858-824 p.n.e.). Według asyryjskich list i kronik eponimów dwukrotnie, w 864 i 851 r. p.n.e., pełnił urząd limmu (eponima). W centrum ceremonialnym w mieście Aszur odkryto stelę z jego imieniem pośród stel poświęconych asyryjskim władcom i najważniejszym dostojnikom państwowym. W inskrypcji na steli nosi on tytuł „gubernatora Kalchu, Hamedi, Sirgani i Jaluny”. Ten sam tytuł nosił też Bel-tarsi-iluma, jeden z późniejszych gubernatorów Kalchu.